# Сольс-Шампенуаз
Сольс-Шампенуа́з (фр. Saulces-Champenoises) — коммуна во Франции, находится в регионе Шампань — Арденны. Департамент коммуны — Арденны. Входит в состав кантона Аттиньи. Округ коммуны — Вузье.
Код INSEE коммуны — 08401.
Коммуна расположена приблизительно в 170 км к северо-востоку от Парижа, в 60 км севернее Шалон-ан-Шампани, в 39 км к югу от Шарлевиль-Мезьера.

## Население
Население коммуны на 2008 год составляло 192 человека.
| 1962 | 1968 | 1975 | 1982 | 1990 | 1999 | 2008 |
| ---- | ---- | ---- | ---- | ---- | ---- | ---- |
| 224  | 255  | 240  | 238  | 230  | 196  | 192  |

## Экономика
В 2007 году среди 105 человек в трудоспособном возрасте (15—64 лет) 75 были экономически активными, 30 — неактивными (показатель активности — 71,4 %, в 1999 году было 63,9 %). Из 75 активных работали 72 человека (41 мужчина и 31 женщина), безработными были 3 женщины. Среди 30 неактивных 8 человек были учениками или студентами, 7 — пенсионерами, 15 были неактивными по другим причинам.

## Достопримечательности
- Церковь Сен-Крепен-Сен-Крепиньен XII века. Исторический памятник с 1930 года.[3]

## Фотогалерея

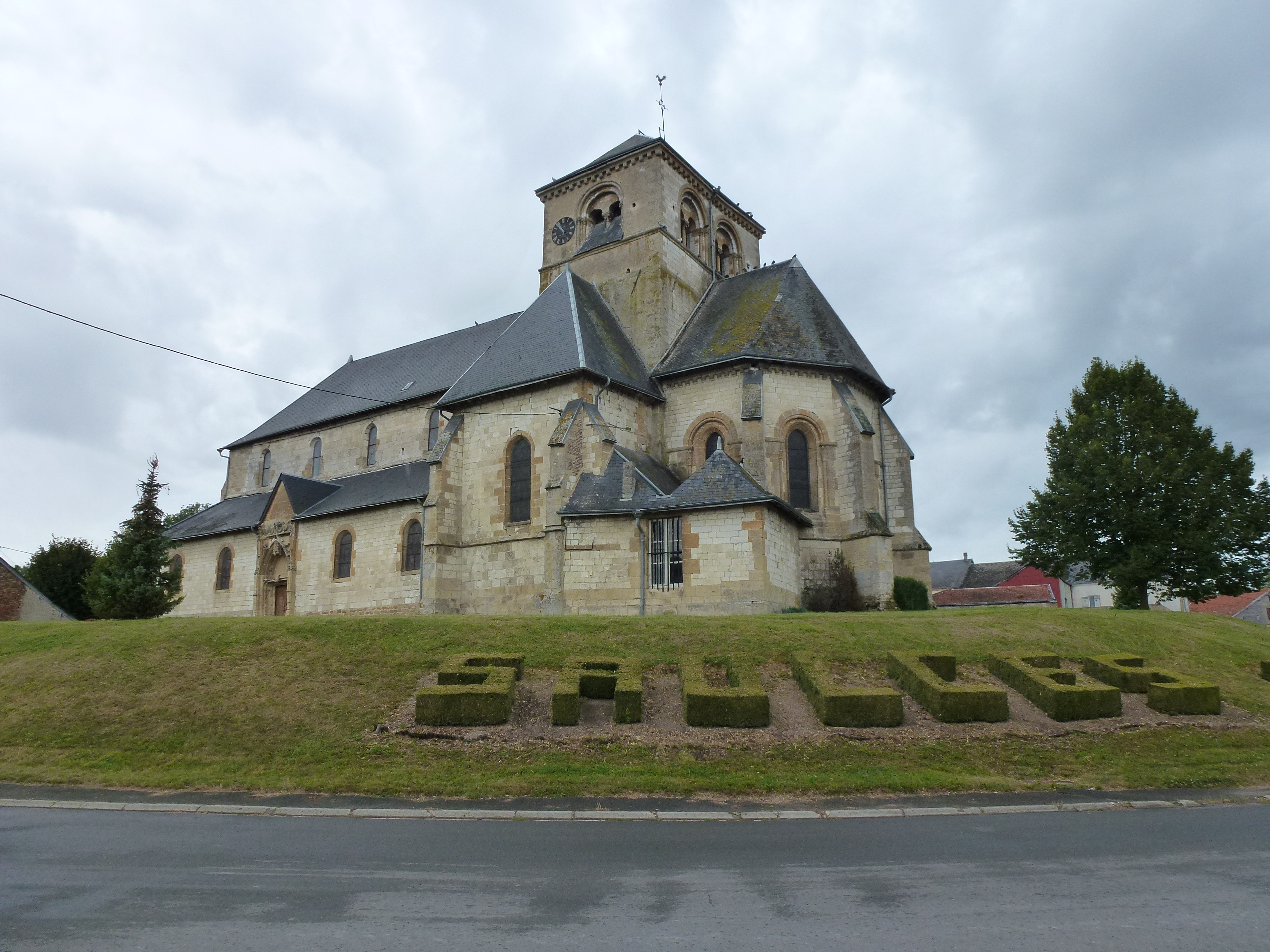
Церковь Сен-Крепен-Сен-Крепиньен
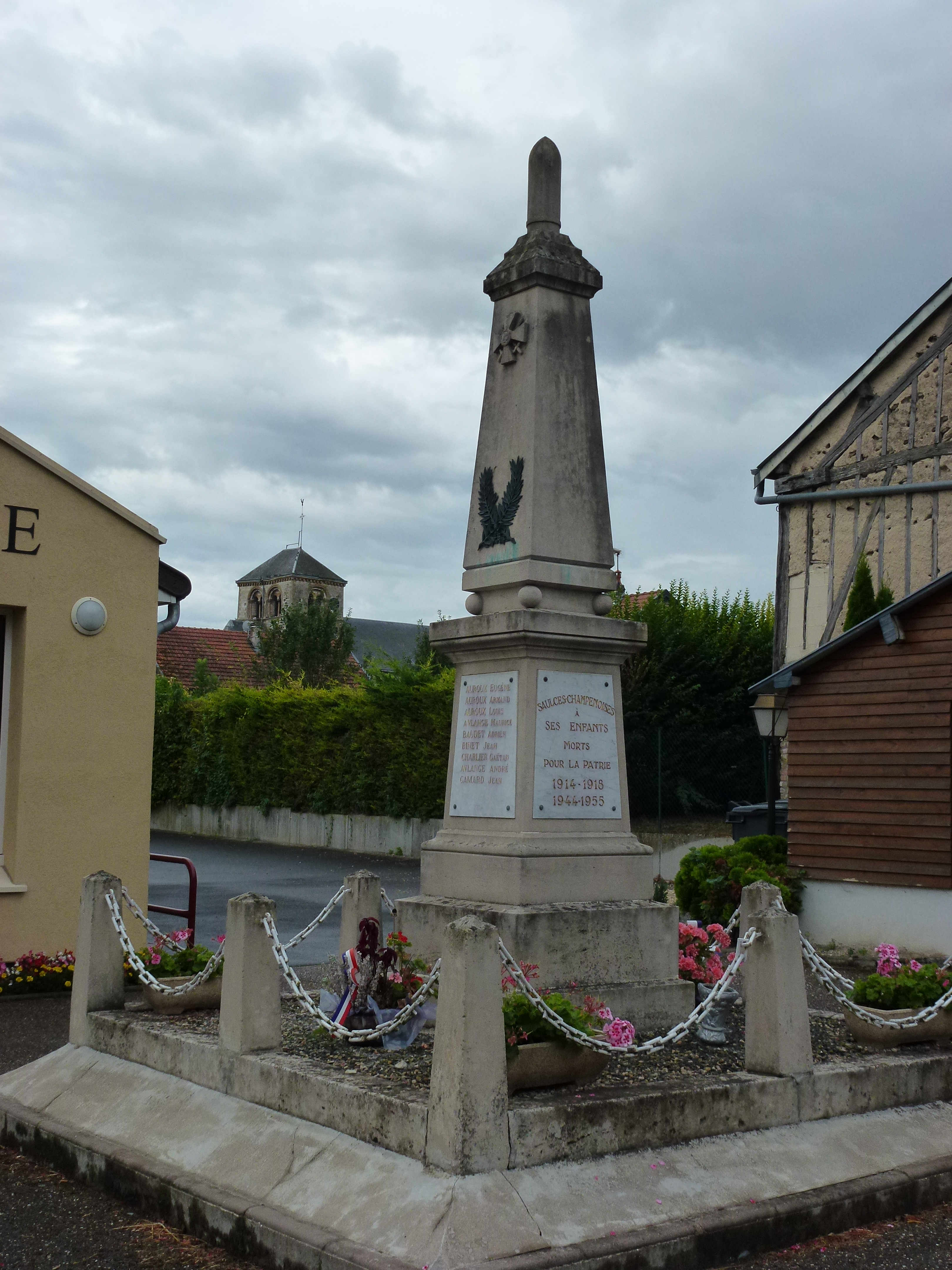
Памятник жителям, погибшим в Первой и Второй мировых войнах
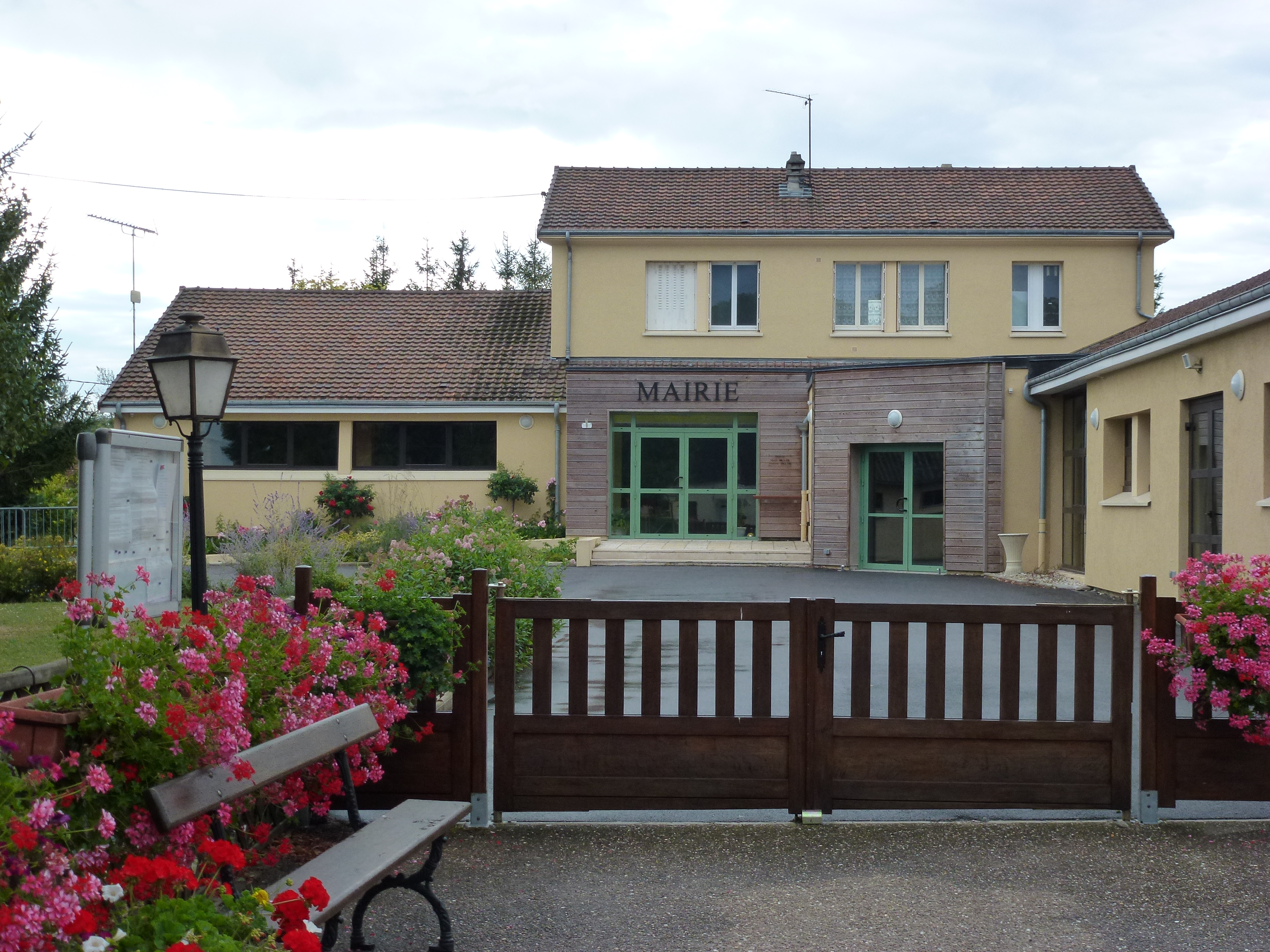
Мэрия
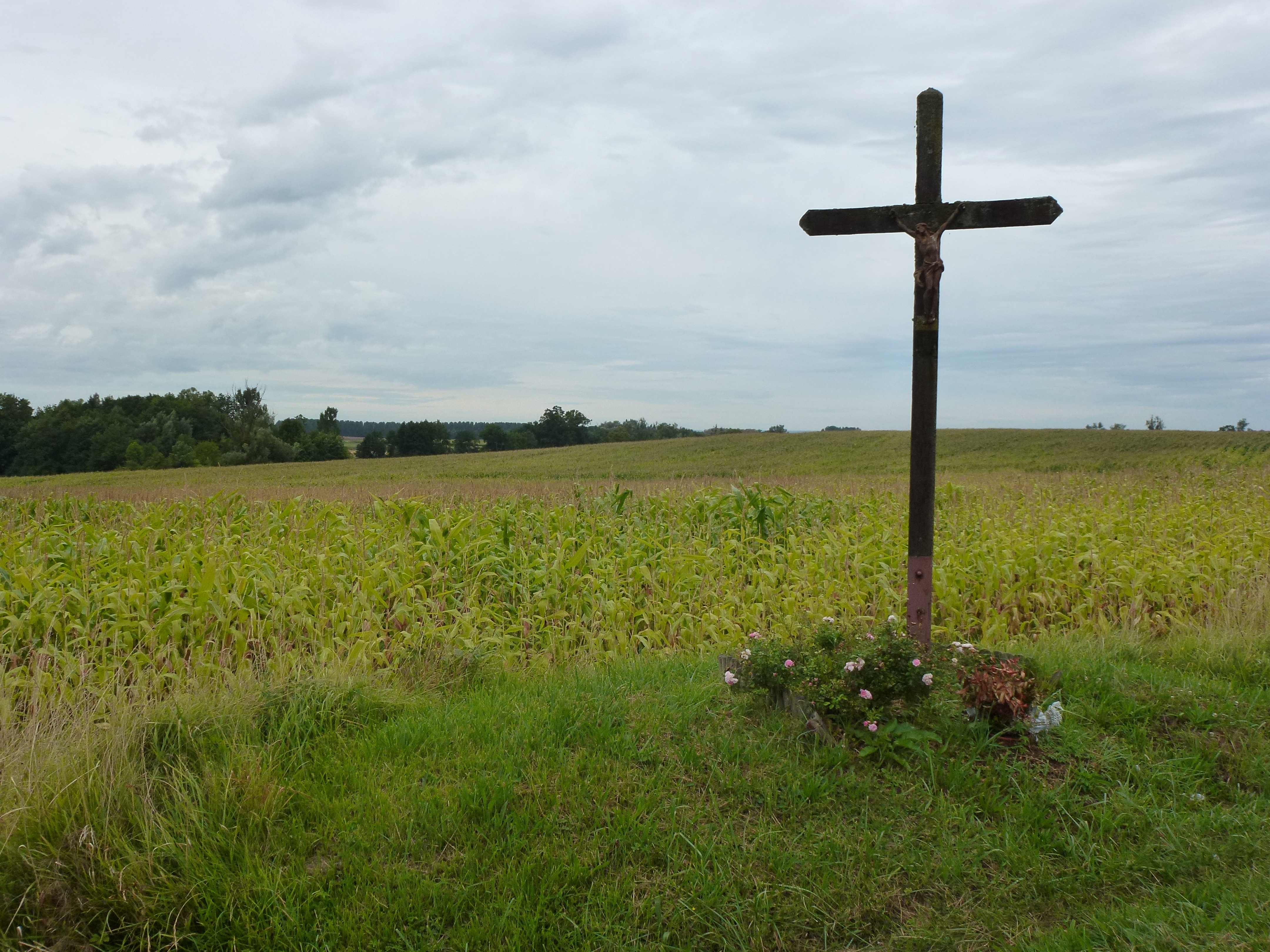
Придорожный крест